# Norrbottenstjärnarna
Norrbottenstjärnarna är varandra näraliggande sjöar i Ljusdals kommun i Hälsingland och ingår i Ljusnans huvudavrinningsområde:
- Norrbottenstjärnarna (Ljusdals socken, Hälsingland, 688110-147731), sjö i Ljusdals kommun, 62°02′36″N 15°22′27″Ö / 62.0432°N 15.3743°Ö (4,81 ha)
- Norrbottenstjärnarna (Ljusdals socken, Hälsingland, 688142-147802), sjö i Ljusdals kommun, 62°02′43″N 15°23′06″Ö / 62.0454°N 15.385°Ö (4,83 ha)